# Bartók-Gletscher
Der Bartók-Gletscher ist ein 11 km langer und 5 km breiter Gletscher im Norden der westantarktischen Alexander-I.-Insel. Er fließt vom südlichen Ende der Elgar Uplands in südwestlicher Richtung zum Gilbert-Gletscher.
Erste Luftaufnahmen und eine grobe Kartierung erfolgten 1937 durch die British Grahamland Expedition (1934–1937) unter der Leitung des australischen Polarforschers John Rymill. Der britische Geograph Derek Searle vom Falkland Islands Dependencies Survey nahm 1960 anhand von Luftaufnahmen der US-amerikanischen Ronne Antarctic Research Expedition (1947–1948) eine exaktere Kartierung vor. Das UK Antarctic Place-Names Committee benannte den Gletscher nach dem ungarischen Komponisten Béla Bartók (1881–1945).